# Ruig huidje
Het ruig huidje (Phanerochaete velutina) is een schimmel behorend tot de familie Phanerochaetaceae. Het is een plantpathogeen. Hij leeft saprotroof op loofhout en in mindere mate op naaldhout. Hij komt voor in zeer verschillende biotopen.

## Verspreiding
In Nederland komt het ruig huidje algemeen voor. 